# Richard Bosshard
Richard Bosshard (* 6. März 1935 in Zürich) ist ein ehemaliger Schweizer Radsportler und nationaler Meister im Radsport.

## Sportliche Laufbahn
Bosshard begann 1954 mit dem Radsport. 1957 qualifizierte er sich für die damalige A-Klasse der Amateure in der Schweiz. In jenem Jahr wurde er mit seinem Verein RC Seebach nationaler Meister in der Mannschaftsverfolgung auf der Bahn. Bis 1960 gelangen ihm kleinere Erfolge bei Bahnrennen in der Schweiz. Ende 1960 beendete er seine Laufbahn.

## Berufliches
Richard Bosshard absolvierte eine Ausbildung zum Sanitärinstallateur.